# Campaña del Buijo
Campaña del Buijo fue una campaña bélica por el control militar de Guayaquil, ocupada por el Perú tras la Batalla de Cruces desde el 1.º de febrero de 1829 al mando del capitán Casimiro Negrón, mientras que la Gran Colombia trataba de reconquistarla con tal de cumplir el Convenio de Girón.

## Desarrollo
Las tropas peruanas recibieron refuerzos; Batallón 1° del Ayacucho, 1° del Callao, Escuadrones; Húsares de Junín, Dragones de Arequipa y 300 civiles con los que se creó el Batallón “Guayas” y después el N°10. Frente a las tropas peruanas y estos refuerzos estaban el; Batallón Caracas, Yahuachi, Rifles, Husares de Colombia, Ayacucho, Quito, Pichincha y El Cedeño que comenzaba a reconstituirse. Una tropa colombiana, venezolana, quiteña e inglesa. Bolívar trajo más batallones para abrir la Campaña denominada Buijo. Pero no logró ningún resultado, su sueño de la Gran Colombia se estaba disolviendo debido a crisis internas surgidas tras La Cosiata y la Sublevación de Guayaquil donde se demostraron las diferencias políticas que existían entre partidarios del federalismo y el centralismo, así como por las tensiones regionales entre los pueblos que integraban la república. Las tropas venezolanas, y quiteñas después de Tarqui, no querían volver a combatir, además, los voluntarios ingleses habían perdido cohesión. Todo parecía derrumbarse para Bolívar y Sucre, además, la Marina Peruana bloqueaba Panamá. Aun así, surgieron hostilidades y refriegas.
El 16 de junio de 1829 se iniciaron los combates cuando, cumpliendo órdenes del Libertador, el General Flores atacó Samborondón, contando para el caso con el apoyo que le brindó desde Guayaquil Tomás Carlos Wright, quien ya había enfrentado a los peruanos en el Combate Naval de Malpelo. Tres días más tarde -y luego de pasar por Riobamba, Guaranda y Babahoyo, que fueron precipitadamente abandonadas por los peruanos- Bolívar llegó a Samborondón haciéndola su cuartel general y junto a sus generales planificó el futuro de las operaciones. 
Sin embargo, Se consideraba en la oficialidad colombiana que atacar Guayaquil era muy arriesgado, por la geografía adversa y el apoyo de la escuadra peruana desde el Río Guayas, El 26 de junio de 1829 llegaron noticias de que ocurrió en Lima una revuelta que por orden del general Agustín Gamarra, apresó al presidente y general José de La Mar, y lo depuso culpándolo de la derrota en Tarqui y ser extranjero. Ante esta situación, Gamarra inició las conversaciones de paz con la Gran Colombia. 

## Resultados
La guerra tuvo un final abrupto, Agustín Gamarra vio que la Gran Colombia se desintegraba y cometió un gran error, decidió hacerse del poder con el golpe de Estado por parte del general Agustín Gamarra al gobierno del presidente La Mar, quien fue desterrado a Costa Rica. Posteriormente ambas partes acordaron la Paz con el Tratado de Piura, suscrito el 10 de julio de 1829 y que fue refrendado el 16 de octubre del mismo año. Poniendo fin a los enfrentamientos militares. Guayaquil permanecería ocupado por fuerzas peruanas hasta el 21 de julio de 1829. En resumen, este conflicto concluiría tras la firma del Armisticio de Piura suscrito el 10 de julio, pero aun quedaría pendiente la situación fronteriza.
Luego de la firma del Armisticio de Piura, el gobierno peruano entrega el puerto de Guayaquil de vuelta a la Gran Colombia el 20 de julio y se da la suspensión del bloqueo peruano a la costa pacífica grancolombiana, entre otros acuerdos. Posteriormente, fue firmado el Tratado de Guayaquil, el 22 de septiembre de 1829, por el peruano José Larrea y el grancolombiano Pedro Gual considerado como el primer tratado limítrofe entre ambos países. Según el tratado, el Perú conservaba Tumbes, Jaén y Maynas y la Gran Colombia conservaba Guayaquil. Es decir, se mantuvo el statu previo al estallido de la guerra.